# Sabana Business Center & Hilton Garden Inn
El Sabana Business Center & Hilton Garden Inn (conocido sólo como Hilton Garden Inn San José La Sabana), es un complejo inmobiliario, con un edificio principal de 21 pisos, ubicado en las inmediaciones del Estadio Nacional y del Parque Metropolitano La Sabana en San José de Costa Rica diseñado por la firma de arquitectura SOW Design Studio.
Es parte de la cadena hotelera internacional Hilton Worldwide, tal y como su nombre lo indica. Por su altura de (75 m) , es el noveno edificio más alto del país.

## Historia
Como parte de la ampliación de sus operaciones,  Hilton Worldwide anunció sus planes de expansión comercial con alrededor de 40 hoteles y resorts en Latinoamérica, entre 2014 y 2016, siendo uno de los primeros proyectados y terminados el de San José de Costa Rica. En el país ya existía con éxito el Hilton Garden Inn Liberia Airport en  Guanacaste, desde noviembre de 2008. 
De esta forma, la firma transnacional anunció esta apertura en Costa Rica en junio de 2015, lo que representó una adición a la creciente cartera de la marca de más de 625 hoteles en todo el mundo, según informó la compañía mediante un comunicado de prensa y en su página oficial.

## Diseño
El diseño arquitectónico lo desarrolló la oficina de arquitectura SOW Design Studio de Miami, Florida, en conjunto con Gettys Group quien desarrolló el diseño interior.
Debido a la particular configuración del terreno disponible,  la construcción consta de dos estructuras prácticamente independientes unidas en un ángulo al sur, que forman un área ligeramente triangular o de cuña con su vértice hacia el sur. En el bloque oeste se ubica el hotel propiamente dicho, con 21 pisos. El bloque este (denominado Sabana Business Center) posee el centro de negocios y un área comercial, que consta de 12 pisos.
SOW Design Studio diseña proyectos en Estados Unidos, Centro, y Sur América. Otros proyectos diseñados por la firma Americana incluyen Vistas de Nunciatura, Hilton Garden Inn Bogotá, Hilton Garden Inn Aguascalientes, y Hampton Inn Leon, México.
Gettys Group desarrolla diseño de interiores en Estados Unidos, Asia, y Centroamérica. Otros proyectos de diseño de interior incluyen Hilton Garden Inn Bogotá, Ritz-Carlton Miami, Hard Rock Hotel Hong Kong, y Sheraton City Hotel Seoul, Korea.

## Construcción
Las obras dieron inicio a principios del 2013 a cargo de la firma colombiana Grupo Inmobiliario Leumi, en un terreno en forma de cuña o escuadra, rodeado de calles por sus flancos suroeste y este, en diagonal al Estadio Nacional de Costa Rica.
La edificación tuvo un valor estimado de unos ¢6.700 millones (poco más de $12 millones).
Se calcula que la construcción total abarcó un área de 32.000m², distribuidos en 21 pisos y tres sótanos. Nueve niveles se dedicaron a estacionamientos. 
Leumi ha desarrollado otros proyectos en Costa Rica, como Plaza Atlantis, en Escazú, Condado de Baviera y Parque Residencial Valle del Sol.

## Servicios
El Hilton Garden Inn San José La Sabana es propiedad de la Desarrolladora Parque La Sabana DPS. S.A. y está gestionado por Elite Hotels & Resorts Costa Rica concesionaria de la franquicia en el país.
Al igual que otros hoteles de la cadena Hilton Worldwide, se construyó con un concepto que combina el alojamiento de lujo y tener un centro de convenciones o negocios, en una zona periférica de la ciudad.  El hotel cuenta con 115 habitaciones de tipo suite ubicadas entre los niveles 13 y 21, y fue inaugurado en mayo de 2015. 
Ofrece conectividad wi-fi gratuita en todas las áreas del hotel, un centro de negocios abierto las 24 horas con la impresión a distancia Print Spots™, un gimnasio de última generación y una piscina al aire libre.  
El hotel también dispone de cuatro salas de conferencias que ofrecen más de 588 metros cuadrados de espacio flexible para reuniones, con capacidad para 120 personas.